# Marina Nemat
Marina Nemat (Teheran, 22 aprile 1965) è una scrittrice iraniana, nota per le sue pubblicazioni riguardo alle violenze subite nella prigione iraniana di Evin.

## Biografia
Entrambe le nonne di Nemat erano russe, cresce in una famiglia fedele della Chiesa ortodossa russa.
Diplomata a Teheran, il 15 gennaio 1982 all'età di 16 anni, Nemat venne arrestata e imprigionata per le sue opinioni contro la rivoluzione islamica.
Torturata, venne costretta a sposarsi con un funzionario del carcere e più volte stuprata.
Attualmente vive in Canada, dove si è diplomata in scrittura creativa.
Nel 2007 pubblica il libro Prigioniera di Teheran, dove racconta i due anni passati nel carcere di Evin.
Nell'aprile 2009 rilascia un'intervista alla rivista Noi donne, dove afferma: "Sebbene l’Ayatollah Khomeini avesse promesso la democrazia al popolo iraniano, non è ciò che abbiamo avuto, anzi abbiamo perso anche quello che avevamo. Dopo la Rivoluzione, divenni sempre più infelice man mano che indossare lo Hijab [= velo islamico] venne reso obbligatorio, i giornali critici verso il governo islamico furono resi illegali, la letteratura occidentale fu bandita e la danza e la musica furono dichiarate “sataniche”. Ero un’adolescente, all’epoca, e tutte le cose che amavo mi venivano tolte. Fu insopportabile quando tutti gli insegnanti della nostra scuola furono sostituiti da giovani fanatici, membri della famigerata Guardia rivoluzionaria, che non avevano i titoli per insegnare ma avevano l’ordine di fare il lavaggio del cervello ai giovani.